# Charlot rival în dragoste
Charlot rival în dragoste (în engleză Those Love Pangs) este un film american de comedie din 1914 produs de Mack Sennett și regizat de Charlie Chaplin. În alte roluri interpretează actorii  Chester Conklin, Cecile Arnold și Vivian Edwards.

## Distribuție

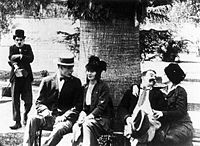
Distribuția filmului

- Charles Chaplin - Masher
- Chester Conklin - Rival
- Cecile Arnold - Blonde girl
- Vivian Edwards - Brunette girl
- Helen Carruthers - Landlady